# Dlžín
Dlžín és un poble i municipi d'Eslovàquia que es troba a la regió de Trenčín. La primera menció escrita de la vila es remunta al 1272.

## Demografia
| Godina             | 1994 | 2004    | 2014   | 2024    |
| ------------------ | ---- | ------- | ------ | ------- |
| Nombre de persones | 214  | 187     | 176    | 146     |
| Diferència         |      | −12,61% | −5,88% | −17,04% |

| Godina             | 2023 | 2024   |
| ------------------ | ---- | ------ |
| Nombre de persones | 152  | 146    |
| Diferència         |      | −3,94% |